# Kategoria e Parë 1994-1995
La Kategoria e Parë 1994-1995 fu la 56ª edizione della massima serie del campionato albanese di calcio disputata tra il 27 agosto 1994 e il 27 maggio 1995 e conclusa con la vittoria del Tirana, al suo quindicesimo titolo.
Capocannoniere del torneo fu Arben Shehu (Shqiponja) con 21 reti.

## Formula
Dopo la parentesi della stagione precedente il numero delle squadre partecipanti tornò ad essere 16. Disputarono un turno di andata e ritorno per un totale di 30 partite. In previsione di un ulteriore aumento del numero di club solo l'ultima classificata fu retrocessa in Kategoria e Dytë.
Il Luftëtari cambiò nome in Shqiponja.
Le squadre qualificate alle coppe europee furono tre: la vincente del campionato e la seconda classificata furono ammesse alla Coppa UEFA 1995-1996 e la vincente della coppa d'Albania alla Coppa delle Coppe 1995-1996.

## Squadre
| Squadra             | Città        | Stadio | Stagione 1993-1994 |
| ------------------- | ------------ | ------ | ------------------ |
| KS Elbasani         | Elbasan      |        | 8°                 |
| Tirana              | Tirana       |        | 2°                 |
| KF Partizani Tirana | Tirana       |        | 5°                 |
| Dinamo Tirana       | Tirana       |        | 6°                 |
| Flamurtari          | Valona       |        | 3°                 |
| Vllaznia            | Scutari      |        | 4°                 |
| Teuta Durrës        | Durazzo      |        | Campione d'Albania |
| Tomori              | Berat        |        | Kategoria e Dytë   |
| Albpetrol           | Patos        |        | 9°                 |
| Besa Kavajë         | Kavajë       |        | 11°                |
| Apolonia            | Fier         |        | 7°                 |
| Shkumbini           | Peqin        |        | Kategoria e Dytë   |
| KF Laçi             | Laç          |        | 12°                |
| Besëlidhja          | Alessio      |        | 10°                |
| Shqiponja           | Argirocastro |        | Kategoria e Dytë   |
| Iliria              | Fushë Krujë  |        | Kategoria e Dytë   |

## Classifica finale
|                    | Pos. | Squadra     | Pt | G  | V  | N  | P  | GF | GS | DR  |
| ------------------ | ---- | ----------- | -- | -- | -- | -- | -- | -- | -- | --- |
| Albania (bandiera) | 1.   | Tirana      | 44 | 30 | 19 | 6  | 5  | 57 | 27 | +30 |
|                    | 2.   | Teuta       | 32 | 30 | 13 | 6  | 11 | 37 | 27 | +10 |
|                    | 3.   | Partizani   | 32 | 30 | 12 | 8  | 10 | 36 | 30 | +6  |
|                    | 4.   | Flamurtari  | 32 | 30 | 11 | 10 | 9  | 34 | 29 | +5  |
|                    | 5.   | Shqiponja   | 31 | 30 | 11 | 9  | 10 | 38 | 33 | +5  |
|                    | 6.   | Albpetrol   | 31 | 30 | 13 | 5  | 12 | 37 | 43 | -6  |
|                    | 7.   | Shkumbini   | 30 | 30 | 11 | 8  | 11 | 32 | 20 | +12 |
|                    | 8.   | Dinamo      | 30 | 30 | 10 | 10 | 10 | 37 | 27 | +10 |
|                    | 9.   | Tomori      | 30 | 30 | 12 | 6  | 12 | 21 | 25 | -4  |
|                    | 10.  | Apolonia    | 30 | 30 | 12 | 6  | 12 | 33 | 38 | -5  |
|                    | 11.  | Vllaznia    | 29 | 30 | 12 | 5  | 13 | 31 | 28 | +3  |
|                    | 12.  | KS Elbasani | 29 | 30 | 10 | 9  | 11 | 22 | 20 | +2  |
|                    | 13.  | Besëlidhja  | 29 | 30 | 11 | 7  | 12 | 29 | 34 | -5  |
|                    | 14.  | Laçi        | 29 | 30 | 13 | 3  | 14 | 30 | 40 | -10 |
|                    | 15.  | Besa Kavajë | 26 | 30 | 12 | 2  | 16 | 29 | 40 | -11 |
|                    | 16.  | Iliria      | 16 | 30 | 7  | 2  | 21 | 22 | 64 | -42 |

Legenda:

      Campione d'Albania
      Ammesso alla Coppa delle Coppe
      Retrocesso in Kategoria e Dytë
Note:

Due punti a vittoria, uno a pareggio, zero a sconfitta.

## Verdetti
- Campione: Tirana
- Qualificata alla Coppa UEFA: Tirana e Partizani
- Qualificata alla Coppa delle Coppe: Teuta
- Retrocessa in Kategoria e Dytë: Iliria